# Downtown Records
Downtown Records LLC é uma gravadora estadunidense. Downtown foi fundada em Janeiro de 2006 por Josh Deutsch, ex-Vice-Presidente de A&R na Virgin Records. A música no selo Downtown é distribuída pela Alternative Distribution Alliance da Warner Music e através da América do Norte em uma joint venture com a Atlantic Records.

## Artistas Atualmente no Selo
- Art Brut
- Cyndi Lauper
- Cold War Kids
- Eagles of Death Metal
- Gnarls Barkley
- Kevin Michael
- Wax On Radio
- Mos Def